# 폴 바주카
폴 바주카(Paul Bazooka, 본명: 윤일석(尹一錫), 1980년 1월 19일생)는 대한민국 1세대 일렉트로니카 뮤지션이자 미디어아티스트이다. 1998년 L.A.에서 음악을 시작한 일렉트로니카 프로듀서 겸 음악감독이며 2008년 리듬게임 음악가로 데뷔이후 수 많은 인기곡들을 만들어내어 세계 리듬게임 시장에 이름을 알리고 있다. 또한 2014년 부터는 Deepdrome 이라는 세컨드 네임을 만들어서 Deep과 Dub등 다크 계열의 음악을 펼쳐왔으며 2021년 Drift Deeper와 같은 유럽 Dub Techno 계의 유명인사들이 활동하는 블로그와 유튜브 그리고 팟케스트등 에서 소개가 되어 스페인 Citrica Records에서 앨범을 발매하게 되었다. 이후 Dub Techno 쟝르를 메인으로 행보를 이어간다. 2022년 말 부터는 2000년대 초반부터 E.F.O 팀맴버로 지내왔던 Maxerface와 Deepdrome이 함께 모여 만든 Raw Techno 쟝르 전문 뮤지션 듀오인 Imperial deep 을 결성하여 이탈리아에서 Hardonymus Records에서 데뷔 앨범을 내었다. 2024년에는 스위스 Plazma Records의 소속아티스트로 등록 및 매거진 인터뷰를 하였고 1시간짜리 DJ Mix Live Show 와 함께 Uncanniness EP 앨범을 발표하였다. 또한 리투아니아에 위치한 유명 Dub techno 쟝르 전문 레이블인 Greyscale에서 Hangover EP 앨범을 발매하였다.
1998년 Scream Tracker를 이용하여 만든 House와 Trance 음악을 시점으로 2000년에 한국에서 'Bazooka'와 'Bazooka System'이라는 이름으로 힙합과 일렉트로니카를 넘나드는 활동을 했던 그는 2002년 국내 최대 일렉트로니카 뮤지션 단체였던 E.F.O (Groove K.E.M.F)의 창단 멤버로서 일렉트로니카 공연등 많은 활동을 하였었다. 그 이후 이탁과 교류를 하며 당시 가수 Vibe의 소속사인 웨이브포인트 사의 프로듀서를 거쳐 왔다. 그는 힙합에서부터 일렉트로니카의 트랜스, 프로그래시브 하우스, 미니멀 테크노, 드럼 앤 베이스 등의 세부 장르들을 해온 독특한 경력을 가지고 있다. 2006년 전 까지는 비교적 밝은 에픽 엔드 멜로딕 트랜스와 펑키 하우스 계열 음악을 추구 하였다가 2006년 이후 프로그래시브 하우스로 전향 하게 되면서 대체로 어두운 음악을 추구, 2007년 이후 자신만의 음악 스타일을 만들기 위해 긴 은둔생활 끝에 테크노를 기반으로한 음악 속에 미니멀리즘과 니힐리즘의 세계관이 들어간 3집 앨범인 why dark (2011')를 선보인다. 이 앨범에서 그는 Lo-Fi 한 비트를 통해 독창적인 세계관을 보여준다.
객원 참여 앨범으로는 2003년 발표된 정통 일렉트로니카 음반 E.F.O 1집을 시작. 코즈믹앨리, 리마리오 mix 앨범. 마로니에 걸즈 mix 앨범 등의 프로젝트들에도 참여했으며 2005년 출시된 Bazooka 1집이 그의 대표작이다. 펜타비전에서 출시된 DJMAX 게임 시리즈에 자신의 원곡과 믹스곡 그리고 게임에 들어가는 각종 효과음과 음색디자인에 참여하였다.
프랑스 칸에서 열린 음악산업전시회 미뎀 2006에서도 소개된 바 있으며, 일본 라디오 방송국 라디오 에이카이에서도 소개된 바 있고 유럽의 대형 언더그라운드 뮤지션 사이트 댄스 인듀스트리스에서 동양인 으로써는 이례적으로 D.I 소속 전문가 평점 10점 만점에 8점이라는 매우 높은 점수를 받았으며 특히 "Deeper than the sky"라는 곡은 Best Star Track (최고의 인기 트랙) 에 2주간 소개된 바 있다. 또한 2010년 3월 31일 서울 그랜드힐튼호텔에서 공개된 국내최초 홀로그램 프레젠테이션 행사였던 F1 코리아 그랑프리 2010 티켓런칭 세레모니 "그랜드 오픈 페스타"에서 오프닝 음악, 효과음, 전체 BGM 을 전담하여 음악감독으로 데뷔한 경력도 있다. 2013년 5월 월드뮤지션 Stephane K가 참여했던 레이블인 이탈리아 Passion Recordings에서 발매된 Undermines People's (Passion Recordings) [PASRE044] 앨범 에 "Deeper than the Universe"라는 Tech-House 곡이 수록 되었다. 지금은 중국의 Tencent와 대만의 Rayark등 해외 유명 게임회사들의 게임 음악에도 참여하고 있다.
또한 2015년부터 은암미술관 전시 외 현대미술교육(광주비엔날레 프로그램)에서 작가 참여를 시작으로 2016부터 2018년까지 3년간 광주문화재단 미디어아트 작가로서 활동, 미디어아트페스티벌 2016, 세종문화회관40주년기념 미디어아트공연 2018, 대한민국역사박물관 대한민국 유네스코 가입 70주년 기념 특별전에 미디어아트 작품 전시 등에 참여하는 등 자신만의 독특한 사운드와 색다른 방법론을 통해 예술계에 적극 참여하고있다.
2023년 Dub Techno 쟝르와 혼선을 주지 않기위해 Raw Techno 쟝르에서는 Deepyoon이라는 이름을 쓰고 Dub Techno에서는 Deepdrome 이라는 이름을 쓴다. 게임음악과 미디어아티스트로 활동할때는 Paul Bazooka를 쓴다고 한다.

## 연혁
- 1998년 L.A에서 음악을 시작
- 1999년 L.A SM 엔터테인먼트 공개 오디션 합격 출신
- 2000년 한국 귀국 후 Bazooka와 Bazooka System이라는 명칭을 쓰며 일렉트로니카와 힙합을 프로듀싱하며 Rapper 로도 활동.
- 2000년~2003년 힙합클랜 FX-CLAN의 설립 및 12명의 랩퍼들과 활동
- 2001년 OUT OF MILLIM 앨범에 BAZOOKA - in my Dream이라는 트랜스음악을 발표
- 2002년 국내 전자음악 듀오 젤리본드 (Jellybond)의 두 멤버가 만든 일렉트로닉 음악 단체 GrooveKEMF (그루브캠프) 에 가입
- 2003년 GrooveKEMF(그루브캠프)의 결과물인 일렉트로니카 정규앨범 E.F.O 1집 발표 - 앨범출시이후 그루브캠프라는 네이밍은 사라지고 E.F.O라고 불리게됨
- 2003년 흐린 기억속에 그대, 탁이와 준이 프로듀서 이탁과 함께 음반작업
- 2003년 팀 Another World 3인 일렉트로니카 음악 공연 (컴퓨터GIG 장소 : 인천종합문화예술회관 광장)
- 2003-2004년 강남과 홍대 클럽가에서 Electronica LIVE & DJing 공연.
- 2004년 7월 E.F.O 2집 격인 Cosmic Ally 1집 발매 (프로듀싱 cd1. without you 2004 cd2. Quake)
- 2005년 5월 첫 솔로 앨범 Bazooka 1집 - who cares 발표
- 2005년 9월 가수 VIBE 소속사 Wavepoint 프로듀서 입봉
- 2006년 1월 프랑스 칸에서 열린 음악산업전시회 Midem 전시 Maxerface-Chilling curve(Bazooka Mix)
- 2007년 8월 일렉트로니카 앨범 Jasmine 싱글 디지털 앨범 발매 (Bazooka mix)발표
- 2008년 1월 뮤지션명을 Bazooka에서 Paul Bazooka 로 변경
- 2008년 2월 프랑스 뮤지션 Qebrus - PFZEUUOOOOWWVIIIZZ (Paul Bazooka Mix) 참여
- 2008년 4월 Moodstone의 싱글앨범 Chilling Curve (Paul Bazooka Mix) 발표
- 2008년 4월 Jasmine의 싱글앨범 Purple Cloud (Paul Bazooka Mix) 발표
- 2008년 5월 일본 라디오 방송국 RadioEigekai의 "ASIAN HEARTS" 프로그램에서 곡 소개 및 인터뷰
- 2008년 6월 T-Formation - "Paul Bazooka Touched T-Formation" (m-net) 정규앨범 전체 프로듀싱 & 믹스
- 2008년 8월 유럽사이트  http://www.dance-industries.com/에서%5B깨진+링크(과거+내용+찾기)%5D 2곡 전부 한국인 최고점수, Deeper than the sky 라는 곡은 최고의 인기 (Star Track of the week) 트랙에 2주간 소개
- 2008년 9월~2009년 펜타비전에서 새로 출시될 DJMAX 씨리즈 게임음악과 FX Sound 디자인 참여 (DJ Max Trilogy에 수록된 The One 이 첫곡)
- 2008년 10월 intermedia performance Lab 서울디자인올림피아드 2008 (잠실올림픽주경기장, 서울) 미디어 아티스트 최종범 작 'Design is AIR'에 Moodstone - Chilling Curve(Paul Bazooka Mix) 가 BGM으로 사용
- 2008년 11월 "리마리오 with Paul Bazooka" 일렉 믹스 앨범 출시
- 2008년 11월 "마로니에 걸즈" 일렉 믹스 앨범 2곡 참여
- 2008년 12월 펜타비전 DJ MAX Trilogy 발매 Paul Bazooka - The One
- 2009년 3월 maxerface - massive floor (Paul Bazooka Mix) 발표
- 2009년 6월 SIMS AUDIO (SAMICK INNOVATIVE MUSIC SYSTEM)의 Infra-sonic 아티스트 엔도져 계약 및 인터뷰 http://www.infra-sonic.com/
- 2009년 6월 일본 라디오 방송국 RadioEigekai의 "indie TYO" 프로그램에서 곡 소개
- 2009년 7월 이탈리아 믹스앨범 makope.it // LICENCE 2 MIX vol.2 Refrash Your House 에 "Paul Bazooka - Bad Day" 곡 수록
- 2010년 3월 31일 국내최초 홀로그램 프레젠테이션 F1 Korea Grand Prix 2010 ticket launching ceremony "그랜드 오픈 페스타" 전체 음악과 효과음을 역임, 음악감독 입봉 (그랜드힐튼호텔 컨벤션홀)
- 2010년 5월 DJMAX Technika 2 NB레인져 논스탑 믹스 발표
- 2010년 6월 Paul Bazooka 2집 So Fly 발표
- 2010년 10월 DJMAX Portable 3 출시 Paul Bazooka - Rain Maker, 3rd coast - luv flow (Paul Bazooka Mix & Feat.Warren), Croove - enemy storm (Paul Bazooka Mix), Croove - Masai (Paul Bazooka Mix), Croove - Desperado (Paul Bazooka Mix)
- 2011년 2월 Paul Bazooka 3집 Why Dark 발표
- 2011년 10월 펜타비전 DJMAX Technika 3 Paul Bazooka - SigNalize 발표
- 2012년 4월 Moodstone - Darling (Paul Bazooka Mix) 싱글 발매
- 2012년 7월 KBS2 드라마 선녀가 필요해 OST 타이틀곡 막판5분전 김이준(SQR)과 공동 작.편곡
- 2012년 9월 펜타비전 DJMAX Ray Paul Bazooka - OrBiTal 발표
- 2012년 11월 펜타비전 DJMAX Ray Paul Bazooka - Vampired 발표
- 2013년 5월 이탈리아 [Passion Recordings] "VARIOUS ARTISTS - Undermines People's [PASRE044]", Paul Bazooka - Deeper than the Universe 발표
- 2014년 1월 중국 Tencent 회사의 节奏大师 (Rhythm Master)모바일게임에 DrunkenSteiN 발표
- 2014년 6월 Neowiz 모바일게임 DJMAX Technika Q Paul Bazooka - Deborah (Feat. Lucy) 보컬곡 발표
- 2014년 8월 Nurijoy 회사 아케이드 게임머신 BeatCraft Cyclon에 Paul Bazooka - Kitty From Hell 발표와 인터뷰 참여
- 2014년 8월 사단법인 국제과학문화협회 입단
- 2014년 11월 Andamiro 회사 아케이드 게임머신 펌프잇업(Pump It Up) 2015 프라임(Prime)에 Meteorize 곡 발표
- 2014년 대만 Rayark 회사의 게임음악 참여
- 2015년 7월 2~10 MEDIA X FILE 결과보고전(은암미술관) 신도원,임순종,박관우,퍼포먼스 문유미,Paul Bazooka - "Fuck My Life(60 min gig)"
- 2015년 8월 11~23 "광주비엔날레 현대미술 체험교육 프로그램"에서 사운드아트 작가로써 강연
- 2015년 10월 PSVITA 출시게임 SUPERBEAT: XONiC (Nurijoy), Kitty From Hell, ETC 참여
- 2015년 12월 6일 XONiC The Live 공연 ((PSVITA 출시 게임 슈퍼비트소닉(SUPERBEAT XONIC,누리조이+Sony Computer Ent))
- 2016년 2월 중국 리듬게임(모바일) MUSYNC 두 곡 발표
- 2016년 3월 광주광역시 문화재단 미디어아트 레지던스 5기 아티스트 1년간 입주 Media X Team 3인 신도원(미디어아트), 펑크파마(퍼포먼스아트), 폴바주카(사운드아트)
- 2016년 4월 Andamiro 회사 아케이드 게임머신 펌프잇업(Pump It Up) 2015 프라임(Prime)에 Mad5cience 곡 발표 (update)
- 2016년 4월 30일 광주문화재단 미디어아트 레지던스 5기 TIME ART 파티 sound art 공연 및 작품전시
- 2016년 5월 문화재단 초청 프로그램 VIEWZIC 아카데미 결과 보고전 DJing
- 2016년 5월 Rayark의 신작 리듬게임 VOEZ 에 Paul Bazooka - Supa Max 곡 발표 (ios & Android)
- 2016년 7월 Rayark의 신작 리듬게임 VOEZ 에 Paul Bazooka - Gigantic Saga곡 업데이트 발표 (ios & Android)
- 2016년 8월 광주문화재단 5기 미디어아트 레지던스 작가 기획전시 ‘MMM’ 오프닝 파티에서 미디어작가로 참가 Audio Art 곡들 발표 (@무등산Coboc)
- 2016년 8월 CGI 콘텐츠코리아랩 G.Creator 1기 미디어 아티스트 선정 AR (증강현실) 분야 프로젝트매니져(PM)로 계약
- 2016년 8월 30~ 11월6일 광주비엔날레 시민참여 프로그램에 프로 퍼포먼스팀으로 참가 3인조 미디어팀 MFO (Media Flying Object) 결성 (펑크파마, 임용현, 폴바주카) 5회 공연
- 2016년 8월 현대미술 박세희작가, 임용현작가 작품에 Sound Art 참여
- 2016년 9월 현대미술 Live Exhibition Media-Art팀 BIGFOOT 결성 (사운드 폴바주카, 비디오 임용현, 조소 이성웅)
- 2016년 9월 CGI 콘텐츠코리아랩 G.Creator 발대식 BIGFOOT ACC (아시아문화전당) 공연
- 2016년 9월 광주문화재단 오픈스튜디오 및 시민아카데미 - 현대미술 사운드 아트 강의 및 시연
- 2016년 8월~10월 MFO공연 - 충장센터 (나도아티스트 오픈식), 대인시장(별장), 광주문화재단(시민아카데미파티) 광주비엔날레 (거시기홀) - 총5회 공연
- 2016년 10월 사단법인 국제과학문화협회 감사임명
- 2016년 11월 광주 미디어아트 페스티벌 작가 참여  라이브사운드아트 공연 & 미디어아트 설치작품 출품 "뿅뿅스포츠5000"
- 2016년 11월 미디어아트 레지던스 5기 결과보고전 미디어338 갤러리 "중독학(addictology)" 전시
- 2016년 12월 미디어엑스(MediaX) 탈퇴
- 2016년 12월 CGI 콘텐츠코리아랩 G.Creator 프로토타입 결과보고전 빅풋 전시 & 라이브 공연
- 2017년 1월 CGI 콘텐츠코리아랩 주관 프로젝트팀 루빅(LUBIG) 3D 워터스크린 홀로그램 총괄 음악감독직 계약체결
- 2017년 3월 3D 워터스크린 홀로그램 공연 (루빅(LUBIG) "유토피아")
- 2017년 3월 광주광역시 문화재단 미디어아트 레지던스 6기 아티스트 1년간 계약 2호실 입주 Paul Bazooka (폴바주카) 개인
- 2017년 4월 광주문화재단 아트스페이스 갤러리 미디어338 2인전 "Signal" (폴바주카, 임용현)에서 "급속전파폭발" 인터렉티브미디어사운드아트 쟝르 작품 전시
- 2017년 5월 영국 작가 Gabriel Marques - Another Shade of Blue (블루의 이면) 전시 (뽕뽕브릿지 전시장)에 들어간 단편영화 언더벨리 음악 사운드 참여
- 2017년 5월 5일 광주문화재단 어린이날 특별이벤트 "소리를 그리는학교" 교육프로그램 강사
- 2017년 6월 광주문화재단 아트스페이스 갤러리 미디어338 단체전 "The Bridge"(안유자 임용현 강수정 이성웅 폴바주카 문창환)에서 "From the Noise" 미디어사운드아트 쟝르 작품 전시 The Bridge
- 2017년 6월 대구가창 창작공간 교류 작가로 참가
- 2017년 7월 NEOWIZ 신작 DJMAX RESPECT (PS4) Don't Die, We're All Gonna Die, Kung Brother 3곡 발표
- 2017년 8월 광주광역시 CGI 콘텐츠코리아랩 주관 2017 Projection Mapping Academy 교육프로그램에서 사운드작곡 6회 강사
- 2017년 8월 펄어비스 신작 검은사막 모바일 최초 티저 영상 (Black Desert Mobile Official Teaser)의 음악 제작
- 2017년 9월 해피빈기부 1:1 지원 프로젝트 - "광주문화재단 만만계"에서 팀 BIGFOOT- ‘찾아가는 미디어아트 DREAM (드림)’ (무등육아원, 발산마을, 고려인마을) 총 3회 무료 공연 (사운드아트 담당)
- 2017년 9월 SUPERBEAT : XONiC - DLC #4 for PS4 에 Paul Bazooka - Zzuck Zzuck Groove 발표
- 2017년 9월 NEOWIZ DJMAX RESPECT 1st DLC Trilogy Pack 에 신곡 Nevermind 발표
- 2017년 11월 국립 아시아 문화전당 (ACC) 개관2주년기념 기획전 아시아의 타투 TATTOOED ASIA - 프로젝션맵핑에 들어간 음악제작
- 2017년 11월 28일 KBS 스패셜 - 특별기획 미디어 아트 창의도시로 가는 길 "팀 빅풋으로 출연"
- 2017년 12월 프린지 페스티벌 2회 공연 참가 Media Path - 미디어아트 그룹 빅풋 (폴바주카, 임용현, 이성웅)
- 2017년 12월 광주광역시 문화재단 미디어아트 레지던스 6기 결과보고 전시 From The Noise Vol. II - 재질 Egg Cardboard (인스톨레이션,프로젝션,사운드아트) 미디어338갤러리
- 2017년 12월 제1회 부산 백스코 창의융합페스타 공연 2회 참가 Media Path - 미디어아트 그룹 빅풋 (폴바주카, 임용현, 이성웅)
- 2017년 12월 25일 KBS 문화산책 - 미디어 아티스트 폴바주카 출연
- 2017년 중학교 교과서 교과과정 미래의 직업, 미디어아티스트 팀 빅풋(폴바주카, 임용현, 이성웅) 소개 (교육개발원 제작)
- 2018년 1월 NEOWIZ TECHNIKA_Q updated The Rain Maker by Paul Bazooka
- 2018년 3월 삼육재단 호남삼육고등학교 "프로와 예술세계" 강의
- 2018년 4월 광주광역시 문화재단 미디어아트 레지던스 7기 아티스트 1년간 계약 2호실 재입주 Paul Bazooka (폴바주카) 개인
- 2018년 5월 NEOWIZ TECHNIKA_Q updated "The One" - Paul Bazooka
- 2018년 5월 세종문화회관 40주년 기념 전시 팀 빅풋으로 미디어아트 공연 참여
- 2018년 5월 가정의달 특집 오토마타 교육 (유아 및 초등학생) 장소 광주광역시 문화재단 미디어 아카이브
- 2018년 6월 팀 BIGFOOT 광주 프린지 페스티벌 1회 공연
- 2018년 6월 NEOWIZ TECHNIKA_Q updated Enemy Storm (Dark Jungle Mix) ,Masai (Electro House Mix) by Paul Bazooka
- 2018년 7월 광주문화재단 아트스페이스 갤러리 미디어338 3인전 "꿈의 재창조" (Dream Maker) - 폴바주카 작품 전시
- 2018년 7월 SBS(KBC) "꿈의 재창조 (Dream Maker)" 작품 인터뷰
- 2018년 7-8월 진학 솔루션 "프로와 예술세계" 3회 강의. 장소 : 아트스페이스
- 2018년 9월 NEOWIZ DJMAX RESPECT 관련 "MUCA FILM : MEET - Paul Bazooka" 인터뷰  https://muca.world/InterviewPaulBazooka 보관됨 2018-09-11 - 웨이백 머신
- 2018년 10월 중국 LinkedTune Ent 사의 리듬게임 Project FX에 Boss 곡 Paul Bazooka - Mega Horus 발표
- 2018년 10월 광주 효광 중학교 미디어아트 강의 및 영상 제작
- 2018년 10월 진학 솔루션 "프로와 예술세계" 1회 강의. 장소 : 아트스페이스  (전북 장계 중학교)
- 2018년 10월 조선대 미술관 주최 "꿈다락 토요 문화학교 2기 11주차 교육 (오토마타와 미디어아트)" 일일 강사
- 2018년 10월 미디어아트 팀 라피아의 미디어놀이터 출품작품 BGM, FX 사운드 제작
- 2018년 11월 진학 솔루션 "프로와 예술세계" 3회 강의, 장소 : 아트스페이스
- 2018년 11월 광주 효광 중학교 현대미술의 역사와 키네틱아트 강의
- 2018년 11월 광주국제아트페어 (아트광주18) 오프닝 영상팀으로 참여
- 2018년 12월 제2회 부산 백스코 창의융합페스타 공연 2회 참가 빅풋
- 2019년 3월 일본 TAITO사 의 리듬게임 GROOVE COASTER 에 Don't Die 곡 삽입
- 2019년 3월 NEOWIZ TAPSONIC BOLD에 신곡 "Ghost in the machine" 발표
- 2019년 4월 교원 홈페이지 미디어아트 교육 비디오 제작 인터뷰 참여 (이이남, 폴바주카)
- 2019년 5월 Rayark의 리듬게임 VOEZ에 신곡 "Hear No Evil" 발표
- 2019년 9월 '미디어아트X페어'(금호갤러리) 에 미디어아트 once upon a time in Korea 작품 전시
- 2019년 10월 2019 태화강국제설치미술제(울산) 팀-빅풋 미디어아트 라이브 3일간 공연
- 2019년 10월 2019 프린지페스티벌 (광주) 팀-빅풋 라이브 미디어아트 1회 공연
- 2019년 11월 진학 솔루션 "프로와 예술세계" 강의 장소 : 아트스페이스
- 2019년 11-12월 전라남도교육청 음악학과 자문위원 및 결과협의회발표 활동
- 2019년 7-12월 예술인파견사업 리더예술인으로 참가 및 모범사례선정 한국예술인복지재단 팀장과 예술인역량강화교육 강의 (주최 광주광역시 주관 광주문화재단)
- 2019년 12월 전라남도교육청 학교예술교육 담당자 워크숍 강의 (여수예술랜드) "미래음악미래교육-폴바주카"
- 2019년 12월 2019 안산 거리극 축제 팀-빅풋 미디어아트 3회 공연
- 2019년 12월 양평군립미술관 "미디어시티 MEDIACITY"에 미디어아트 once upon a time in korea (폴바주카) 전시
- 2019년 12월 제3회 부산 백스코 창의융합페스타 팀-빅풋 미디어아트 2일간 공연
- 2019년 12월 Neowiz 사의 신작 리듬게임 DJMAX RESPECT V (PC,STEAM) 곡 참여
- 2019년 12월 진학솔루션 프로와 예술세계 강의 (나주 영산고등학교)
- 2020년 1월 Rayark의 리듬게임 Cytus II 에 신곡 Doldrums 발표
- 2020년 1월 프랑스 Shakt Prod 프로덕션 SHOWREEL 2020 음악참여
- 2020년 2월 Rayark의 리듬게임 Cytus II 에 보스곡 Time to Fight 발표
- 2020년 3월 NEOWIZ DJMAX RESPECT V 출시와 함께 발매된 DLC 팩에 Never Die 발표
- 2020년 4월~10월 전라남도교육청 음악학과 자문위원 활동
- 2020년 5월 예술인파견사업 모범사례 워크숍 강의 (주최 광주문화재단)
- 2020년 6월 팀 빅풋 코로나19 극복 의료진 위문 미디어아트 공연 "신나는 예술여행" 울산 동강병원
- 2020년 6월 미디어 벙커전 (광주문화재단) "게임 질병 그리고 예술 - Paul Bazooka" 미디어아트 작품 전시
- 2020년 7월 Rayark의 리듬게임 Cytus II + DJMAX 콜라보팩 에 Paul Bazooka - We're all gonna Die 발표
- 2020년 7월 대한민국역사박물관, 대한민국 유네스코 가입 70주년 기념 특별전 "Movements 5 - Paul Bazooka" 미디어아트 작품 (온,오프라인) 전시 (주최 : 외교부, 유네스코한국위원회, 대한민국역사박물관)
- 2020년 8월 광명문화재단 가족극장 빅풋 미디어아트 공연
- 2020년 8월 팀 빅풋 코로나19 극복 의료진 위문 미디어아트 공연 "신나는 예술여행" 대구 동산병원
- 2020년 10월 the Bigfoot 전 미디어아트 작품 전시 장소:담빛예술창고
- 2020년 10월 미디어아트페스티벌2020 팀 Bigfoot 작품전시에 사운드아트 참여
- 2020년 12월 해동문화예술촌 imperial darkness 전자음악 공연기획 및 공연 (공연자 : maxerface, Paul Bazooka, Luna S) Media Art 임용현
- 2021년 2월 제작한 Dub Techno 음악 Deepdrome - Deep Freeze가 한국인 최초로 해외 유명 덥테크노 전문 메거진 Dub Techno Blog의 운영자 Drift Deeper에 의해 소개됨
- 2021년 4월 파견예술사업 리더예술인 활동 뮤직비디오 제작자로 활동 (주식회사 와사비아~ 10월까지)
- 2021년 5월 Monosphere 가 방송했던 Dub Techno TV Podcast Series #26 [2021]에 Deepdrome - Deep Freeze가 인트로로 삽입.
- 2021년 7~10월 전라남도교육청 음악학과 자문단 참여
- 2021년 7월 maxerface, Paul Bazooka - This path was connected (feat. Laura Rafol) 싱글 음반 발표 corée sounds
- 2021년 8,9월 중.고등학생 미디어아트 예술 교육프로그램 웰컴투마이하우스 - 박상화 폴바주카 양원영 정창균 작가외
- 2021년 10월 UNESCO 유네스코 미디어 창의도시 포럼 스페셜 네트워크 공연 This is Not a Game의 기획, 감독 및 예술가로 참여 유네스코 미디어창의도시 부천 진조크루, 프랑스 엉지엉레벵, 스페인 라푸라재단 과 3차 워크샵 이후 실시간 회의프로그램인 ZOOM을 이용하여 총 6개의 화면중 음악 작곡및 3개의 화면에서 실시간 미디어아트 구현 및 나머지 3개의 화면은 프랑스.스페인,진조크루가 실시간으로 접속후 각자의 예술을 펼침.  총 5개월 기간 소요 (감독 폴바주카, PM 염인화 작가)
- 2021년 11월 팀 BIGFOOT 프린지페스티벌 공연 및 라이브 미디어아트 전시
- 2021년 12월 "리폼 REform" 미디어 아트전시 @ 담빛예술창고. 미디어 사운드아트작품전시 "DEEP@서석대", "이것은 크리스마스 트리가 아니다."
- 2022년 1월 DJMAX RESPECT V - V EXTENSION 2 확장팩 신곡 Paul Bazooka - Forgotten 발표
- 2022년 3월 일본 요코하마 코가네초 (Yokohama’s Koganecho), 미디어아트 전시 (폴바주카, 임용현, 김은경, HOSOBUSHI TAMAKI, KENTARO TAKI, SAKURA ALICE)
- 2022년 7월 DJMAX RESPECT V - TECHNIKA TUNE & Q 확장팩 신곡 Paul Bazooka - Techno Racer 발표
- 2022년 9월 스페인 Citrica Records (Dub Techno 전문 레이블) 10주년 기념 V.A앨범 Round 01에 2곡 참여. 쟝르 Dub Techno
- 2022년 10월 이탈리아 Hardonymus Records 레이블의 V.A 앨범 Summer's end 2022 에 1곡 참여. 쟝르 Acid Techno
- 2022년 10월 "Imperial deep" Maxerface (옥승걸) 와 Deepdrome (윤일석)으로 된 테크노 듀오 팀 결성
- 2022년 11월 광주문화재단 5G네 미디어놀이터에 복합 미디어아트 작품인 I MEDIA U by Paul Bazooka 상시 전시 (약 1년간)
- 2022년 12월 제 14회 브라운백세미나 "동시대 일렉트로닉뮤직 & 게임뮤직 & 미디어아트의 세계"에 특강 강사 폴바주카 (미디어아티스트) 초청 및 강연. 진행: 미디어콘텐츠컬쳐테크 전공 / 주관 : 전남대학교 문화전문대학원
- 2023년 1월 이탈리아 Hardonymus Records 레이블의 Imperial deep의 앨범 Chord of excitement 에 팀 맴버로 4곡 참여. 쟝르 Raw Techno
- 2023년 4월 일본 Tokyo M3 동인음악 박람회에서 CD 현장판매 "The Umbra" 앨범 1곡 참여 Paul Bazooka - Motherboard (The Umbra, cd2 track1) Tokyo Ryutsu Center
- 2023년 5월 광주예술영재교육원 미디어아트 교육 부강사 장소 : GMAP(광주 미디어아트플랫폼)
- 2023년 6월 이탈리아 Hardonymus Records 레이블의 Imperial deep의 앨범 Theta Array 발표
- 2023년 9월 광주정보문화산업진흥원 게임음악크리에이터 심사위원 및 멘토 활동
- 2023년 9월 Gwangju ACE Fair 2023 듀오그룹 "SNR" (폴바주카, 임용현)로 라이브 미디어아트 공연
- 2023년 12월 DJMAX RESPECT V – Paul Bazooka – Behemoth 발표
- 2024년 2월 리투아니아 Dub Techno 전문 레이블 Greyscale (Scale Limited) 과 계약체결
- 2024년 3월 광주예술영재교육원 미디어아트 분야 지도강사 위촉 및 강의 (특강 15주)
- 2024년 4월 스위스 PLAZMA RECORDS 레이블의 Maxerface - Lethal Machine EP 에 Lethal Machine (Deepyoon Remix) 발표
- 2024년 5월 나주나빌레라센터 미디어아트 시범전 '어게인(AGAIN) 빅풋 전시' 신작 3작품 전시
- 2024년 6월 광주정보문화산업진흥원 게임음악크리에이터 심사위원 및 멘토 활동
- 2024년 7월 독일 베를린 출신 뮤지션 Sai의 MLD 씨리즈 Oldschool Dubtechno Producer for MLD에 Deepdrome - icicle [Deepdrome] 삽입
- 2024년 8월 리투아니아 Greyscale 레이블 Deepdrome Hangover EP 개인 앨범 발표
- 2024년 8월 스위스 Plazma Records 레이블 Deepyoon Uncanniness EP 개인 앨범 발표
- 2024년 8월 아이슬란드 출신 프로듀서 Ohm의 Ohm Series Promoshow August 2024 믹스에 Deepdrome - Gloomy Avenue 삽입
- 2024년 10월 벨기에 Crossfade Sounds 레이블 [CS178] Francesco Tamburrano - Anisoptera EP Deepdrome Remix 참여
- 2024년 10월 독일 출신 뮤지션 timo reitzklang의 Francesco Tamburrano #SPECIAL GUEST: Timo Reitzklang - GERMANY 믹스에 Deepdrome - Gloomy Avenue 삽입
- 2024년 11월 러시아 PIRANHA SIBERIA DUB 레이블 Supernova VA Dub Star Collection Vol.8 앨범에 Deepdrome - Great Nature (Original Mix) 발표
- 2024년 11월 러시아 hello▼strange 의 podcast 방송 #599 by hopler route secret domain | sedubtive 에 Francesco Tamburrano - Libellula (Deepdrome Remix) 삽입
- 2024년 12월 Dub Techno Mixtape 48 by JIM MUSIK에 Deepdrome - Great Nature 삽입
- 2024년 12월 벨기에 Crossfade Sounds 레이블 Seabra Monkey Numbers EP 앨범에 Seabra Monkey- 3112 (Deepdrome Remix) 참여
- 2024년 12월 러시아 PIRANHA SIBERIA DUB 레이블 HNY'25 VA: Star DubVarious Artists 앨범에 Deepdrome - Dub Phenomenon 발표
- 2025년 1월 러시아 PIRANHA SIBERIA DUB 레이블 Eraser - Borderline EP 앨범에 Eraser - Wake Up (Deepdrome Remix) 참여
- 2025년 1월 유럽 인터넷 라디오 DI.FM에서 스위스 Plazma Racords 레이블의 전용 채널의 DJ MIX SHOW Deepdrome - Plazmatic Sessions #624 발표 (Minimal channel)
- 2025년 1월 그리스 아테네 출신 뮤지션 Substak의 DUB TECHNO || DUBBISM №259.02 [PIRANHA SIBERIA DUB] 앨범에 Deepdrome - Great Nature 수록
- 2025년 1월 영국 LW Recordings 레이블 Minimal Movement, Vol. 17 에 Gloomy Avenue Original Mix [Greyscale] 수록
- 2025년 2월 브라질 DUBLUCID Session 002 by Giuliano Rodrigues 믹스 Eraser - “Wake Up” (Deepdrome Remix) [PIRANHA SIBERIA DUB]
- 2025년 2월 벨기에 출신 뮤지션 ORBIA의  DUB TECHNO || DUBBISM №266 믹스에 Deepdrome - Dub Phenomenon [PIRANHA SIBERIA DUB]
- 2025년 2월 네덜란드 Velvet Dub Collective 레이블 MUSICAL BIO: #DEEPDROME mixed by Francesco Tamburrano (이탈리아) 총 10곡 수록
- 2025년 2월 벨기에 Crossfade Sounds 레이블 Deepdrome - Natural Phenomenon EP 출시 총 5곡
- 2025년 2월 JIM MUSIK (영국) - Dub Techno Mixtape 50 에 2곡 수록
- 2025년 2월 네덜란드 Velvet Dub Collective 레이블 Deepdrome - Unbreakable Peace EP 출시 총 5곡
- 2025년 3월 캐나다 출신 뮤지션 Benjamin의 Cities #725 - Apcheronsk [Deep House - Dub House - Deep Tech] 믹스에 Deepdrome - Air currents 삽입
- 2025년 3월 프랑스 방송국 Radio Flouka에 Floating Echoes: Farzan Badie invites Oldschool_Dubtechno .Producer 믹스쇼에 Deepdrome - Dub Phenomenon [PIRANHA SIBERIA DUB] 삽입
- 2025년 3월 네덜란드 Velvet Dub Collective 레이블 뮤지션 ZeroA (벨기에)의 Skyline Drift 앨범 믹스곡 참여
- 2025년 3월 러시아 PIRANHA SIBERIA DUB 레이블 Deepdrome DJ믹스 발표 DUB TECHNO || DUBBISM №270
- 2025년 3월 광주예술영재교육원 미디어아트 분야 지도강사 ACC 아시아문화전당 (특강 15주)
- 2025년 3월 헝가리 뮤지션 apjok.csaba의 Coffee&Dub 035 mix에 Deepdrome - Dub Phenomenon 삽입
- 2025년 4월 러시아 PIRANHA SIBERIA DUB 레이블 Deepdrome - Syncretism Dub EP 총 9곡
- 2025년 4월 한국인 뮤지션 Maxerface 의 The shifting lattice (Deepdrome Remix) 참여 및 출시
- 2025년 4월 독일 뮤지션 timo reitzklang 의  We Are One Podcast Dub Series, Episode 11에 Deepdrome - Hangover 삽입
- 2025년 4월 러시아 PIRANHA SIBERIA DUB 레이블 DUBBISM #278 by : moodeep 믹스에 Deepdrome - Dub Phenomenon 삽입
- 2025년 4월 네덜란드 Velvet Dub Collective 레이블 Victor Lopez - Seoulient EP에 Victor Lopez - Seoulient (Deepdrome Rmx) 참여
- 2025년 4월 러시아 PIRANHA SIBERIA DUB 레이블 Oldschool_Dubtechno .Producer feat. Ellinda - Меланхолия (Deepdrome Prozac Edition) 믹스곡 참여
- 2025년 5월 콜롬비아 DJ Jim Musik 의 Dub Techno Mixtape 53에 Deepdrome - Syncretism Dub (Oldschool_Dubtechno .Producer Gnosticism Edition).삽입
- 2025년 5월 호주 DJ JayGee03 의 Universe in a Nutshell mix 에 Francesco Tamburrano - Libellula (Deepdrome Remix)삽입
- 2025년 5월 스페인 Kopoc Label Dub & Dub Techno Dj Mix [KopocVideoPodcast#15]에  Oldschool_Dubtechno .Producer feat. Ellinda - Меланхолия (Deepdrome Prozac Edition) 삽입
- 2025년 5월 러시아 PIRANHA SIBERIA DUB 레이블 Tsubasa Arakawa – Artworker EP에 Tsubasa Arakawa - Polivoks M (Deepdrome Mix)참여
- 2025년 5월 독일 KabelKiste Berlin 레이블의 NatureTempo Podcast 004 - by : Emesh mix에 Deepdrome - Panorama 삽입
- 2025년 5월 러시아 PIRANHA SIBERIA DUB 레이블 DUBBISM SPECIAL #282 by : Substak mix에 Deepdrome - Syncretism Dub 삽입
- 2025년 5월 Thee pHactory w_dESUS & Guest Francesco Tamburrano mix 에 Deepdrome – Heavy Rain (Original Mix) 삽입
- 2024년 5월 Universal Beats 의 Orbital Beats Radio 1,2에 곡 삽입.
- 2025년 5월 네덜란드 DJ MRE 의 deepMonday 35 mix에 Deepdrome – Air Currents 삽입
- 2025년 5월 러시아 PIRANHA SIBERIA DUB 레이블DUBBISM SPECIAL #7533 - Oldschool_Dubtechno .Producer에 Deepdrome - Beyond the Sunset 삽입
- 2025년 5월 네덜란드 DJ MRE 의 deepMonday 35 mix에 Deepdrome – Air Currents 삽입
- 2025년 6월 러시아 PIRANHA SIBERIA DUB 레이블 VA Solstice Dub, Vol. 2 앨범에 09 Deepdrome - Beyond the Sunset 삽입
- 2025년 6월 영국 Poisonoise Music - Guest Mix - EPISODE 250 - TRIEBFEDER 에 Deepdrome - Fluid Dynamics (Seabra Monkey's Nexus Reshape) 삽입
- 2025년 7월 영국 뮤지션 CK 의 Beatport Live × Junction 2 pres. The Block w/ CK (115 — 123 BPM) [20 Tracks • 1 Hour] 에 Deepdrome - Dub Phenomenon (Original Mix) 삽입
- 2025년 7월 이탈리아 뮤지션 Francesco Tamburrano 사운드 크라우드 채널 Special Guest Mix Deepdrome 1시간 믹스 참여